# Dobra Krînîțea, Baștanka
Dobra Krînîțea (în ucraineană Добра Криниця) este localitatea de reședință a comunei Dobra Krînîțea din raionul Baștanka, regiunea Mîkolaiiv, Ucraina.

## Demografie
Componența lingvistică a localității Dobra Krînîțea
     Ucraineană (93,16%)
     Rusă (6,11%)
     Alte limbi (0,45%)
Conform recensământului din 2001, majoritatea populației localității Dobra Krînîțea era vorbitoare de ucraineană (93,16%), existând în minoritate și vorbitori de rusă (6,11%).